# 올림다장조
올림다장조(-長調)는 올림다(C♯)음을 으뜸음으로 하는 장음계다.
올림다장조의 딴이름한소리 조는 내림라장조이다. 
페달 하프를 포함하는 곡에서는 그 보표만은 반드시 이명동조인 내림라장조로 표기하는 것이 좋을 듯하다. 페달 하프는 페달에 의해 해당 음에서 반음이 내려간 상태일 때 음색이 가장 좋기 때문이겠다.